# Wara-Kloster
| Tibetische Bezeichnung                                 |
| ------------------------------------------------------ |
| Wylie-Transliteration: va rva dgon                     |
| Andere Schreibweisen: Wara Gön; Wara Gonpa; Wara Gompa |
| Chinesische Bezeichnung                                |
| Vereinfacht: 瓦拉寺                                    |
| Pinyin:Wǎlā sì                                         |

Das Wara-Kloster (tib. va rva dgon) liegt im Kreis Jomda der Stadt Qamdo im Autonomen Gebiet Tibet der Volksrepublik China auf einer Höhe von über 3.400 m.
Das 1243, anderen Angaben zufolge 1253 gegründete Kloster ist ein Zentrum der Sakya-Schule im alten Königreiches Derge in Kham.
In jüngerer Zeit hat die Tempelanlage beträchtliche bauliche Änderungen erfahren.
Die Haupthalle enthält nach Gyurme Dorje Bildnisse von Padmasambhava, Hevajra, Jowo Shakyamuni, Vajrabhairava und Vajrapani, an den Seiten befinden sich Gottheiten der Sakayapa-Schule; der überdachte Seitengang im Hof ist mit historischen Figuren der monastischen Folge und König Tenpa Tsering von Derge dekoriert, zusammen mit den bekannten Motiven der Vier harmonischen Brüder (Thunpa Punzhi), dem indischen Sadhu, der einen Elefanten führt (Atsara Langtri) und dem Mongolen, der einen Tiger führt (Sokpo Taktri).

## Wara-Kanjur
Das Kloster ist berühmt für seine Kanjur-Ausgabe des tibetischen buddhistischen Kanons, den sogenannten Wara-Kanjur, eine Ausgabe, die im 20. Jahrhundert von dem Sakya-Meister Jamyang Khyentse Chökyi Lodrö (1893–1959) aus dem Kathog-Kloster erstellt wurde.

## Ikonographie
Bildlich dargestellt in der Klosteranlage sind Figuren aus dem Gesar-Epos, Berggötter Nyainqêntanglha, Machen Pomra und Trashi Tsheringma, vier Lokapalas und ein Bhavacakra, Vajrapani, Amitabha, Grüne Tara, Kubera und zwei Schutzgottheiten, Shakyamuni, Marpa, Trisong Detsen, Atisha, Padmasambhava, eine Dakini, Sakya Pandita, Vajradhara, Milarepa, verschiedene Sakya-Lamas, Künga Legpa und Tsongkhapa.

### Rime-Bewegung
Die Mischung von Lamas und Gurus verschiedener tibetischer buddhistischer Orden bezeugt den Einfluss der Rime-Bewegung (ris med) im 19. Jahrhundert, die in diesem Gebiet ihren Ursprung nahm. Geoffrey Samuel, Civilized Shamans, zufolge war es ein Versuch der Schaffung einer 

„synthesis of academic and shamanic aspects of Tibetan religion that maintained the academic tradition but retained a much more central place for the shamanic vision than the Gelugpa synthesis allowed.'“